# Stazione di Amburgo Dammtor
La stazione di Amburgo Dammtor (in tedesco Hamburg Dammtor) è una fermata ferroviaria della città tedesca di Amburgo.
Ha vinto il premio Bahnhof des Jahres nel 2006.